# Józef Haller
Józef Haller von Hallenburg (ur. 13 sierpnia 1873 w Jurczycach, zm. 4 czerwca 1960 w Londynie) – generał broni Wojska Polskiego, Naczelny Dowódca wszystkich Wojsk Polskich od 4 października 1918 roku, komendant Legionów, od 16 marca do 2 kwietnia 1915 roku, pełniący obowiązki komendanta Legionów od 4 do 13 listopada 1916 roku, minister bez teki w drugim rządzie Władysława Sikorskiego w październiku 1939 roku, przewodniczący Obywatelskiego Komitetu Wykonawczego Obrony Państwa w 1920 roku, dowódca Frontu Północnego w czasie wojny polsko-bolszewickiej, Generalny Inspektor Armii Ochotniczej w 1920 roku, prezes Rady Naczelnej Stronnictwa Pracy w 1937 roku, Komendant Polowych Drużyn Sokolich w 1913 roku, harcmistrz, przewodniczący ZHP, prezes Komitetu PCK, działacz polityczny i społeczny, kawaler Orderów: Orła Białego i Virtuti Militari.

## Dzieciństwo i młodość
Urodził się 13 sierpnia 1873 w majątku Jurczyce pod Krakowem (gmina Skawina), jako trzecie z kolei dziecko ziemianina Henryka Hallera von Hallenburg i Olgi z Tretterów. Pochodził w prostej linii od Jana Hallera, księgarza i właściciela pierwszej w Polsce oficyny wydawniczej w XVI wieku. Miał młodszego brata Cezarego (późniejszy poseł do parlamentu austriackiego i kapitan wojsk polskich). Był stryjecznym bratem gen. Stanisława Hallera.
Do dziewiątego roku życia wychowywał się wraz z licznym rodzeństwem (August, Edmund, Cezary, Karol, Anna i urodzona już we Lwowie Ewa) na wsi. Należał obok innych członków rodziny do Sodalicji Mariańskiej oraz do Trzeciego Zakonu Świeckiego Franciszkańskiego (tercjarzy). Wielki wpływ na osobowość młodego Hallera wywarła atmosfera patriotyzmu i głębokiej religijności rodzinnego domu. Wartości, które go ukształtowały, określiły także całą jego późniejszą działalność.
Ojciec Hallera brał udział w powstaniu styczniowym, dziadek ze strony matki był kapitanem Wojska Polskiego w dobie powstania listopadowego i kawalerem krzyża Virtuti Militari.
W 1882 rodzina Hallerów przeniosła się do Lwowa, gdzie młody Józef rozpoczął naukę w gimnazjum niemieckim. Po ukończeniu gimnazjum wstąpił do wojskowej Niższej Szkoły Realnej w Koszycach na Węgrzech (obecnie Słowacja), a następnie do prestiżowej Wyższej Szkoły Realnej w Hranicach (ówcześnie Mährisch Weißkirchen), do której uczęszczali także arcyksiążęta austriaccy. Po ich ukończeniu studiował na Akademii Technicznej w Wiedniu na wydziale artylerii.
W 1903 poślubił Aleksandrę Salę. Ich synem był Eryk Maria Haller (ur. 27 sierpnia 1906 we Lwowie, zm. 1984 w Perth), rotmistrz 14 pułku ułanów jazłowieckich, działacz Stronnictwa Narodowego.

## Armia
Po ukończeniu studiów Józef Haller został mianowany w c. k. armii podporucznikiem artylerii z dniem 1 września 1895. Od tego czasu służył w 11 pułku artylerii korpuśnej we Lwowie, a od około 1896 w szeregach 31 pułku artylerii dywizyjnej w Stanisławowie. W tym okresie został awansowany na stopień porucznika artylerii polowej z dniem 1 listopada 1899. Od około 1901 ponownie był oficerem 11 pułku artylerii korpuśnej we Lwowie.
Z macierzystej jednostki (przemianowanej na 11 pułk haubic) około 1907 jako oficer nadkompletowy został przydzielony do C. K. Obrony Krajowej. Służył kolejno od około 1908 w baterii armat nr 1/11 we Lwowie, a od około 1909 do około 1911 w dywizji haubic polowych nr 43 we Lwowie. W tym okresie został awansowany na stopień kapitana artylerii polowej i górskiej z dniem 1 listopada 1909.
W czasie służby wojskowej pełnił funkcję instruktora, a następnie komendanta w jednorocznej ochotniczej szkole oficerskiej artylerii. Przeprowadził reformę nauczania, usuwając zdemoralizowanych zawodowych oficerów ze stanowisk instruktorskich i zastępując ich ochotnikami. Wprowadził do szkół oficerskich język polski, powołując się na uchwały parlamentu wiedeńskiego, które dopuszczały częściowe używanie języka polskiego w wojsku.

Zakończył służbę dla Cesarsko-Królewskiej armii austriackiej w bliżej nieznanych okolicznościach i nieznanym czasie. Kosk podał, że przeszedł do rezerwy w 1907, Bielski – że w 1912 przeszedł na emeryturę. Według Koska oficer J. Haller awansował w 1907 na stopień kapitana, tymczasem Bielski podał awans w 1909 i kolejny, w 1912, na majora. Niejasne są też przyczyny wystąpienia z armii. Sam Haller przyznał, że: 

Osiągnąwszy stopień kapitana, nie mogąc się niczego więcej w artylerii austriackiej nauczyć, opuszczam ją, by w inny sposób służyć krajowi, aż do chwili, w której Ojczyzna mnie będzie potrzebowała.

 Znana jest również jego wypowiedź z pamiętników: 

Odżyły nadzieje na wojnę ludów, o którą modlił się Adam Mickiewicz. To m.in. spowodowało, że postanowiłem już w roku 1908 możliwie szybko zwolnić się ze służby czynnej w armii austro-węgierskiej.

## Praca społeczna
Po wystąpieniu z austriackiego wojska Haller na krótko poświęcił się pracy społecznej. Odegrał znaczącą rolę w stworzeniu polskiego harcerstwa i nadaniu mu wielu cech militarnych.
Od 1911 związał się z powstającym ruchem skautowym i Towarzystwem Gimnastycznym „Sokół”. Haller zajmował się tam m.in. militaryzacją „Sokoła”, a także spolszczeniem ruchu skautowego i przekształceniem go w harcerstwo.
Od połowy 1912 prowadził intensywną pracę jako instruktor wojskowy: zakładał drużyny Sokoła, organizował tajne kursy żołnierskie, podoficerskie i oficerskie dla młodzieży polskiej. W 1913 wraz z kolegami opracował wzory oznak i terminów harcerskich, z których wiele obowiązuje do dzisiaj. Szczególny wkład wniósł w stworzenie Krzyża Harcerskiego, proponując połączenie w nim wzoru krzyża maltańskiego z polskim krzyżem Virtuti Militari.
Ponadto działał aktywnie w ruchu spółdzielczym, gdzie osiągnął znaczne sukcesy. W 1912 objął stanowisko inspektora w Towarzystwie Kółek Rolniczych, gdzie zajmował się m.in. organizacją kursów rolniczych, hodowlanych i mleczarskich.

## I wojna światowa

### Legion Wschodni

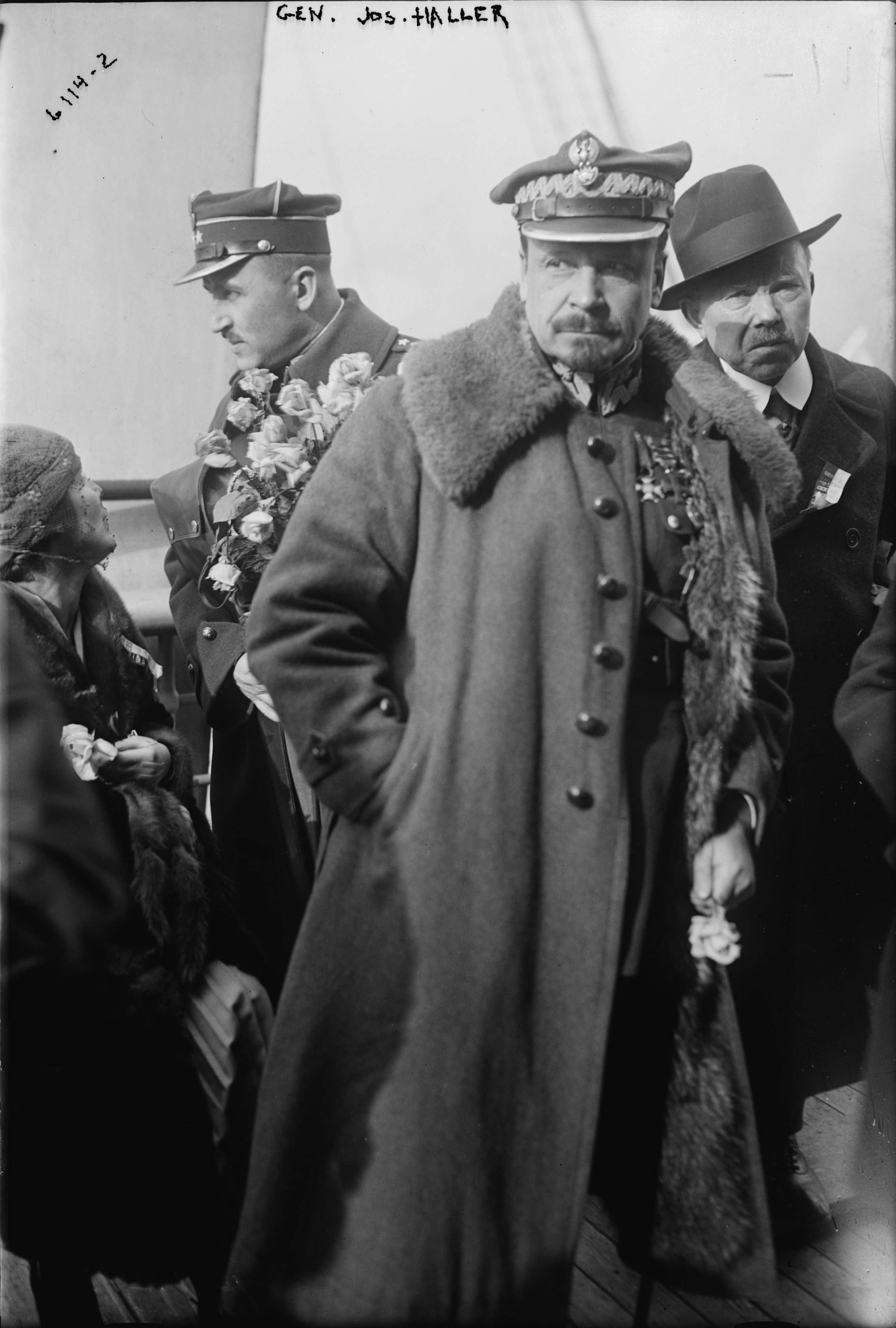
Gen. Haller oraz jego adiutant kpt. Józef Sierociński (data i miejsce nieznane)

Wybuch wielkiej wojny stał się sygnałem do mobilizacji członków polskich paramilitarnych organizacji patriotycznych. 27 sierpnia 1914 wydany został rozkaz o powstaniu Legionów Polskich, na mocy którego zaczęto formować we Lwowie Legion Wschodni pod dowództwem gen. Adama Pietraszkiewicza. Haller, wyreklamowany z poboru do wojska austriackiego, był głównym organizatorem tej formacji powstającej z połączenia Drużyn Polowych „Sokoła”, Drużyn Bartoszowych i części Polskich Drużyn Strzeleckich. W tym czasie klęski ponoszone w Galicji przez armię austriacką doprowadziły do zajęcia przez armię rosyjską Lwowa i całej Galicji wschodniej. Legion musiał ewakuować się w okolice Mszany Dolnej. Jednostka, mimo ostatecznego ukończenia formowania, nie weszła jednak do walki. Na skutek upadku morale wśród żołnierzy i sprzeciwu wobec żądanej przez austriackie dowództwo przysięgi na wierność cesarzowi, legion uległ rozwiązaniu.

### Legiony Polskie
Józef Haller objął dowództwo nad żołnierzami, którzy chcieli kontynuować walkę z Rosją w Legionach Polskich. Po przeformowaniu i uzupełnieniu szeregów nowymi ochotnikami objął stanowisko dowódcy 3. pułku legionów. W tym czasie awansowany do stopnia podpułkownika. 30 września 1914 wyruszył wraz ze swą jednostką z Krakowa na front w Karpatach Wschodnich. W niezwykle trudnych warunkach terenowych i klimatycznych Brygada wspomagała obronę przełęczy karpackich i broniła wojskom rosyjskim dostępu na Węgry.
Na początku października 1914, brygada dotarła w Karpaty po stronie węgierskiej. 12 października dwa bataliony 3. pułku piechoty pod dowództwem Hallera zdobyły wieś Rafajłowa leżącą już w Galicji. Główne siły Legionów dotarły do Rafajłowej 22 i 23 października wybudowaną przez saperów drogą wiodącą przez przełęcz w pobliżu góry Pantyr w Gorganach (Trasa zyskała miano Drogi Legionów, zaś bezpośrednio po jej wybudowaniu przełęcz, przez którą wiodła, uzyskała urzędową nazwę Przełęcz Legionów i odtąd tak była określana w dokumentach i mapach). Oddziały brygady podjęły natarcie w kierunku Stanisławowa i 24 października zdobyły Nadwórną, a 29 października stoczyły bitwę pod Mołotkowem i poniósłszy ciężkie straty wycofały się ponownie w rejon Rafajłowej. W listopadzie brygadę podzielono na dwie części, oddziały pod dowództwem Hallera pozostały w Rafajłowej, pozostałe kontynuowały walki na Huculszczyźnie i Bukowinie północnej.
23 stycznia 1915 pod nieobecność w jednostce podpułkownika Hallera Rosjanie przypuścili gwałtowny nocny atak na pozycje 3 pułku Legionów. Legioniści, mimo początkowego zaskoczenia, dzięki opanowaniu i odwadze majora Bolesława Roi i kpt. Henryka Minkiewicza, odparli nieprzyjaciela zadając mu duże straty i biorąc wielu jeńców. Straty po stronie legionów wyniosły w tej potyczce tylko 4 zabitych i 15 rannych. W wyniku ciągłych walk oddziały utraciły jednak blisko 50% stanów osobowych.
Po ustabilizowaniu linii frontu podpułkownik Haller przekazał dowództwo 3. pułku majorowi Minkiewiczowi, a sam pozostał w II Brygadzie jako oficer dyspozycyjny dowódcy. 14 marca 1915 roku awansował do stopnia pułkownika.
7 maja 1915 roku, podróżując wraz z płk. Władysławem Sikorskim, uległ na przepustce w Libidzy pod Częstochową poważnemu wypadkowi samochodowemu, gdy samochód dachował próbując ominąć wyjeżdżający zza zakrętu drogi wóz konny. Noga Hallera została przygnieciona przez auto i złamana w kilku miejscach. Haller trafił na leczenie do administrowanego przez Niemców szpitala na Zawodziu w Częstochowie, w którym nogę złożono i nastawiono za pomocą nowatorskiej wówczas metody z użyciem drutów i szyn. Następne 10 miesięcy Haller przebywał w szpitalu na rehabilitacji.
Wiosną 1916 roku wszedł w skład Rady Pułkowników, skupiającej dowódców jednostek legionowych, będącej w opozycji do pro-austriackiej Komendy Legionów. W lipcu otrzymał ponownie przydział i został dowódcą II Brygady Legionów Polskich. Po kryzysie przysięgowym w lipcu następnego (1917) roku (złożył przysięgę na wierność cesarzowi niemieckiemu Wilhelmowi II) dowodził II Brygadą, która weszła w skład podporządkowanego Austrii Polskiego Korpusu Posiłkowego.

### Dywizja Strzelców Polskich
15 lutego 1918, protestując przeciwko postanowieniom traktatu brzeskiego, wraz z podległą mu II Brygadą Legionów Polskich i innymi oddziałami polskimi przebił się przez front austriacko-rosyjski pod Rarańczą i połączył się z polskimi formacjami w Rosji. Otrzymał przydział na dowódcę nowo sformowanej 5 Dywizji Strzelców Polskich, a od 28 marca 1918 dowodził jednostkami całego II Korpusu Polskiego na Ukrainie. 7 kwietnia 1918 otrzymał nominację na stopień generała.

### Bitwa pod Kaniowem
Obecność jednostek polskich na Ukrainie była widziana przez Niemcy jako naruszenie warunków traktatu brzeskiego. W nocy z 10 na 11 maja 1918 bez żadnych uprzedzeń przeważające liczebnie oddziały niemieckie zaatakowały jednostki polskie rozlokowane w okolicy Kaniowa. Po całodziennej walce i wyczerpaniu się zapasów amunicji II Korpus Polski został zmuszony do złożenia broni. Straty niemieckie wyniosły ok. 1500 zabitych i rannych, polskie nie przekraczały 1000. Po rozbiciu Korpusu Józef Haller uniknął niewoli i pod fałszywym nazwiskiem „Mazowiecki” przedostał się przez Kijów do Moskwy, gdzie stanął na czele Polskiej Komisji Wojskowej. Na jej czele próbował organizować oddziały WP na terenie Rosji.

### Francja

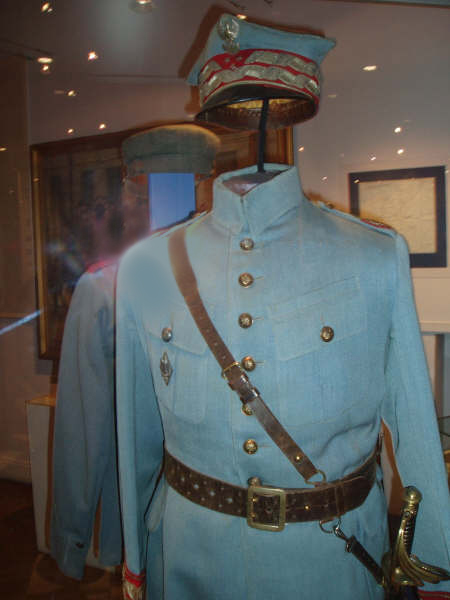
Mundur gen. Hallera jako dowódcy Błękitnej Armii (Muzeum Wojska Polskiego, Warszawa)

Dnia 13 lipca 1918 generał Haller dotarł (przez Karelię i Murmańsk) do Francji. Od 17 lipca był członkiem Komitetu Narodowego Polskiego. 4 października 1918 KNP powierzył mu formalne dowództwo nad formującą się armią polską. Jednostki te były organizowane poprzez ochotniczy zaciąg spośród Polaków służących w wojsku francuskim, byłych polskich jeńców wojennych z armii austro-węgierskiej i niemieckiej (około 35 000) oraz Polonii z USA (około 22 000 zwerbowanych w Obozie Kościuszko) i Brazylii (300 osób). Polityczne zwierzchnictwo nad Armią pełnił od 23 lutego 1918 Komitet Narodowy Polski. Na mocy układu z 28 września 1918 Błękitna Armia została uznana przez państwa Ententy za samodzielną, sojuszniczą i jedyną współwalczącą armię polską.
W 1918 oddziały Armii pod dowództwem Hallera (1 pułk strzelców polskich od lipca, a od października cała 1 Dywizja Strzelców Polskich) walczyły z Niemcami na froncie zachodnim w Wogezach i Szampanii.

### Błękitna Armia

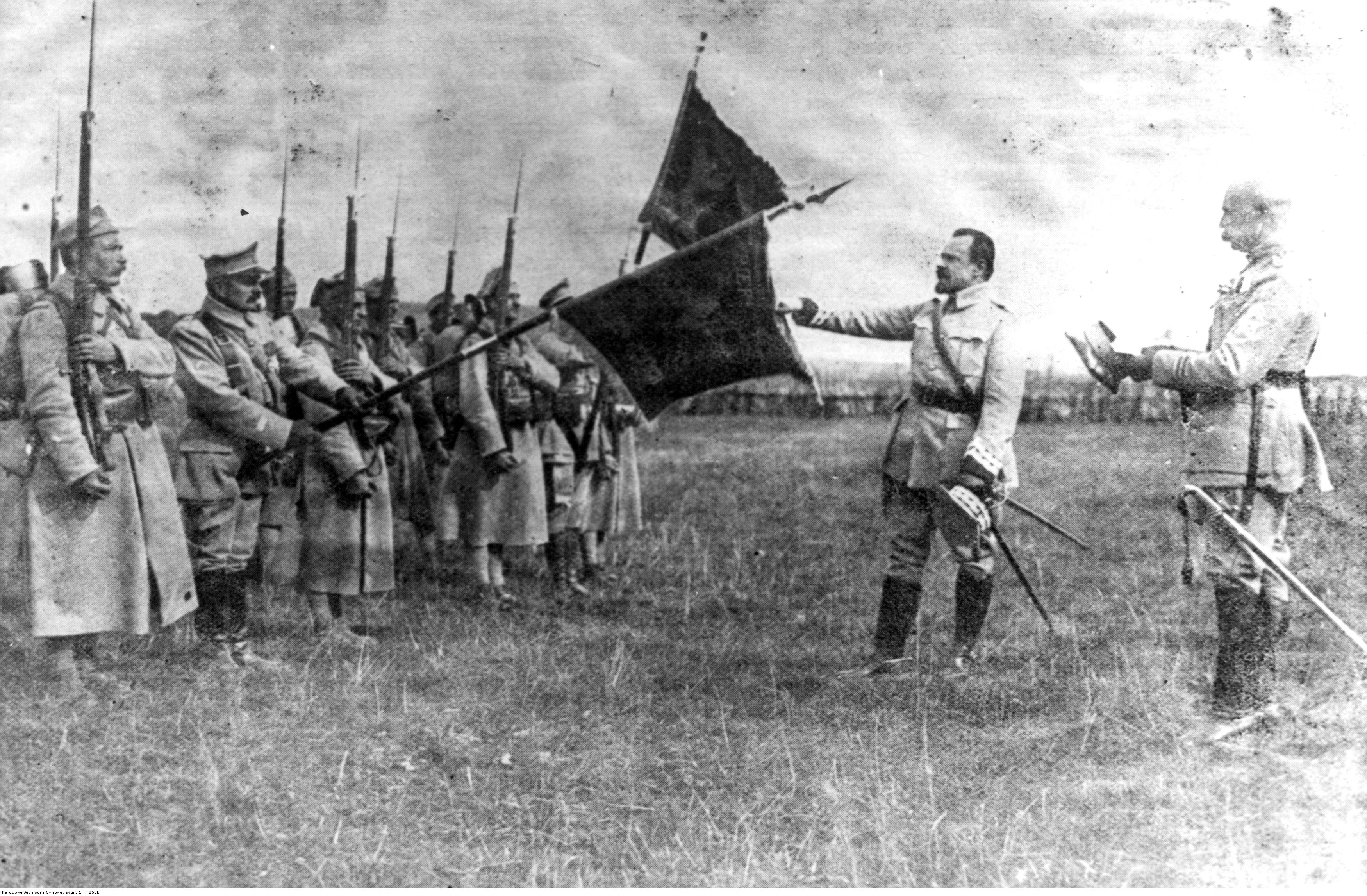
Haller i Błękitna Armia

Zakończenie wojny nie przerwało rozbudowy armii. Jej liczebność wynosiła ostatecznie 68 tysięcy żołnierzy (stan na czerwiec 1919). Uzbrojona w całości przez Francję, osiągnęła wysoką sprawność bojową.
Pierwszy pociąg transportujący oddziały do Polski przekroczył granicę w nocy z 19 na 20 kwietnia 1919. Józef Haller wysłał z Leszna depeszę do Józefa Piłsudskiego informującą o tym fakcie. Piłsudski odpowiedział depeszą następującej treści (pisownia oryginalna):

Przyjemnie mi było w świeżo zdobytym Wilnie z zachodniego końca Polski otrzymać od Generała depeszę o Jego przyjeździe do kraju. Proszę w moim imieniu wyrazić podwładnym Mu oficerom i żołnierzom moją radość z przybycia ich do Ojczyzny i pewność, że, jak każdy prawy żołnierz polski, osłonią zwycięsko zagrożone granice kraju.

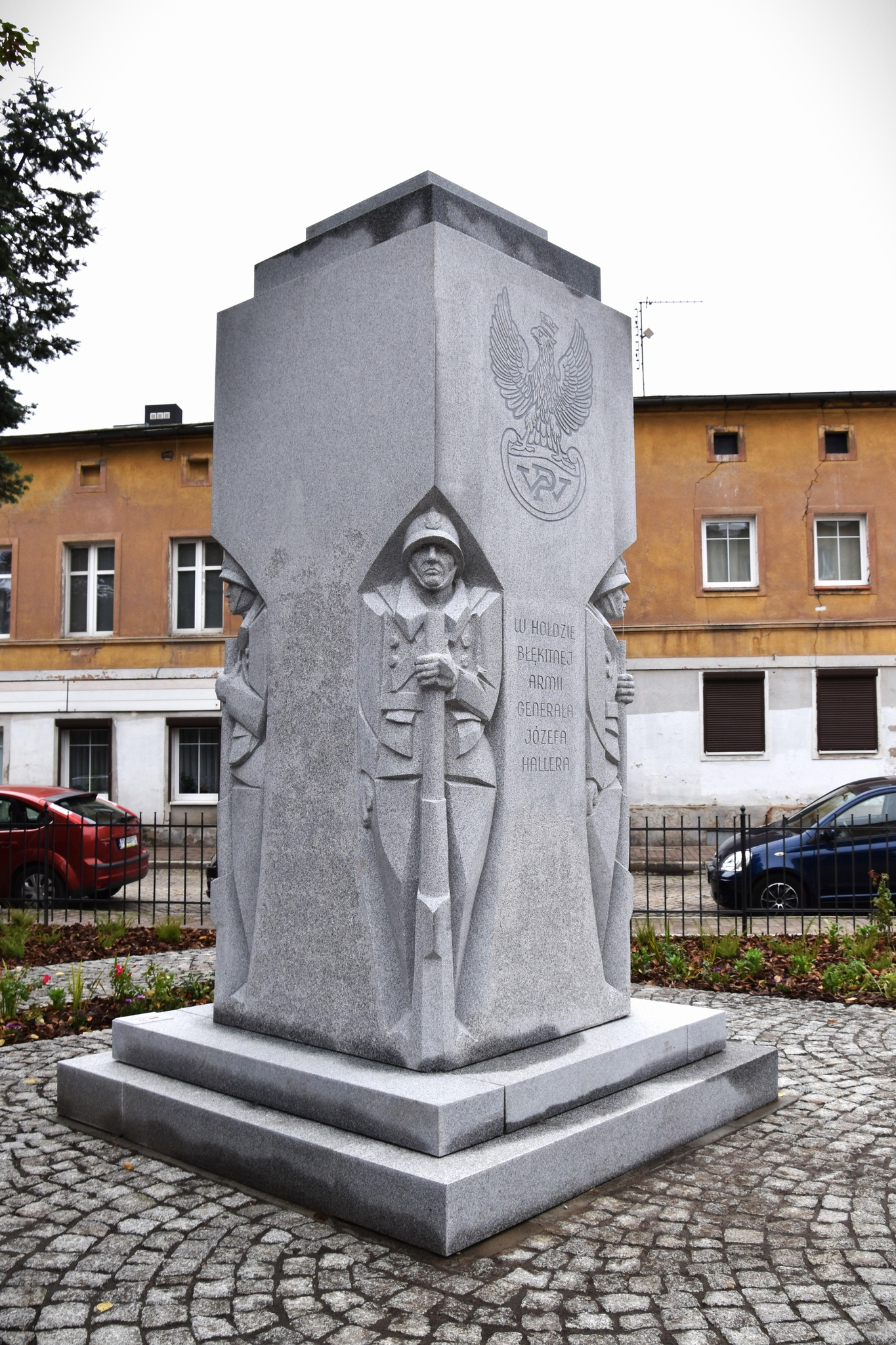
Pomnik upamiętniający Błękitną Armię gen. J. Hallera w Lesznie

Do czerwca 1919, wraz z całym sprzętem, armia została przetransportowana do Polski, w większości tranzytem kolejowym przez Niemcy, a także drogą morską przez Gdańsk. Nowoczesna broń Błękitnej Armii, a zwłaszcza samoloty i czołgi Renault FT-17, wydatnie wzmocniły tworzące się Wojsko Polskie. Generał Haller przybył do Warszawy 21 kwietnia 1919 gdzie witany był jak bohater narodowy, a Rada Miasta nadała mu tytuł Honorowego Obywatela miasta stołecznego Warszawy.

### Wojna polsko-ukraińska
Uczestniczył w wojnie polsko-ukraińskiej w maju–czerwcu 1919 wraz z częścią swojej armii (I Korpus gen. Odry). 15 czerwca 1919 przeniesiony na granicę niemiecką i mianowany dowódcą Frontu Południowo-Zachodniego, na wypadek wojny z Niemcami.

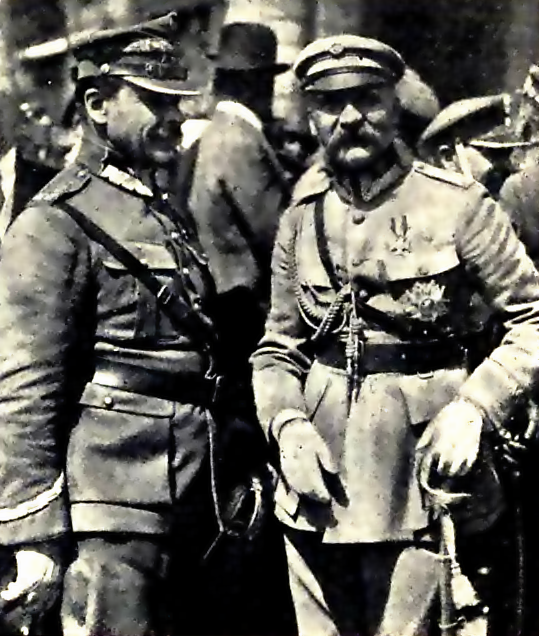
Józef Piłsudski i Józef Haller w czasie przeglądu wojsk powracających ze zwycięskiej operacji Bitwy Warszawskiej 1920 r.

### Pomorze

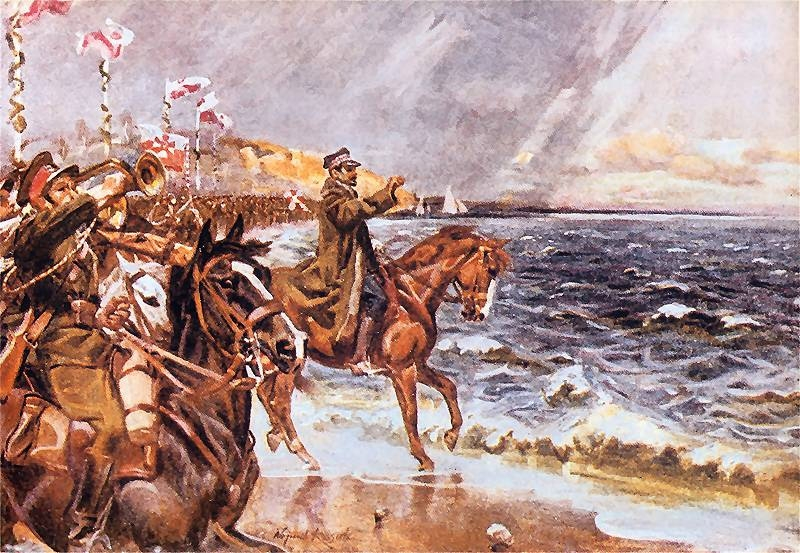
Obraz „Zaślubiny Polski z morzem” (1931)
Wojciech Kossak (1857–1942)

W październiku 1919 Hallerowi powierzono dowództwo Frontu Pomorskiego, utworzonego w celu pokojowego i planowego zajęcia Pomorza, przyznanego Polsce na mocy ustaleń traktatu wersalskiego. Zgodnie z planem przejmowanie ziem pomorskich rozpoczęło się 18 stycznia 1920 od przejęcia Torunia przez oddziały 16 Pomorskiej Dywizji Piechoty. Poszczególne miejscowości przejmowano od wycofujących się wojsk niemieckich aż do 11 lutego 1920, kiedy to ostatni żołnierze opuścili Gdańsk.
Pomimo kilku incydentów, wśród których były próby stawiania zbrojnego oporu, a także liczne przypadki sabotażu, obejmowanie Pomorza dla Polski przebiegało bez większych zakłóceń. 10 lutego 1920 generał Haller wraz z ministrem spraw wewnętrznych Stanisławem Wojciechowskim oraz nową administracją Województwa Pomorskiego przybył do Pucka, gdzie dokonał symbolicznych zaślubin Polski z Bałtykiem. Entuzjazm Pomorzan z przyłączenia do Polski ustąpił jednak częściowo z powodu traktowania przez wojsko przyłączonych ziem jak kraju podbitego (grabieże, nieznajomość miejscowych stosunków itp.)

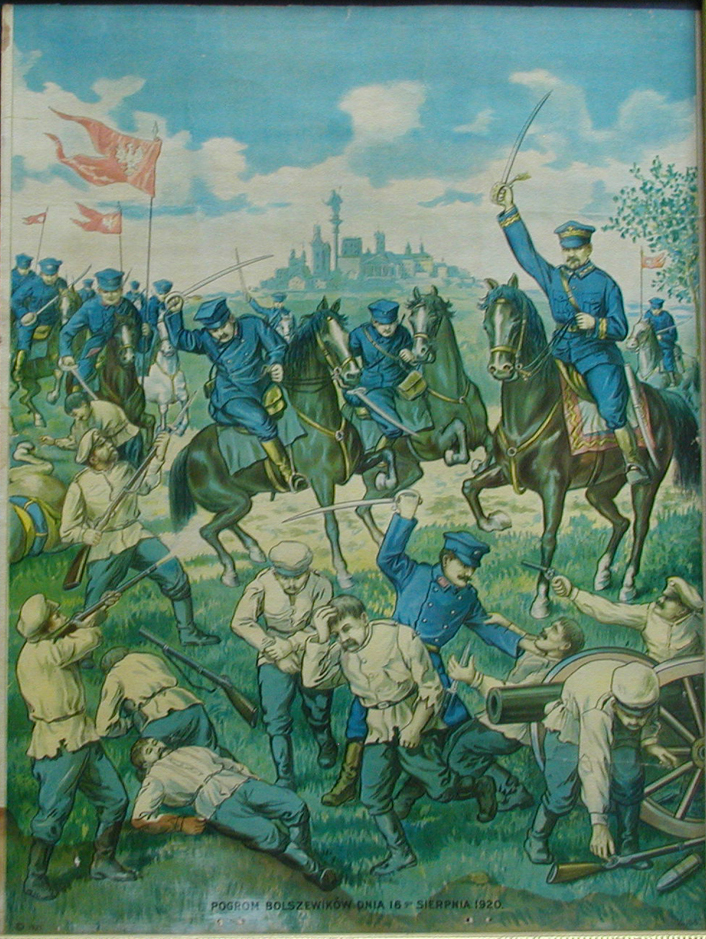
Błękitna Armia pod dowództwem Generała Józefa Hallera rozgramia Sowietów na przedpolach Warszawy w 1920 roku. Litografia z 1921 roku.

## Wojna polsko-bolszewicka

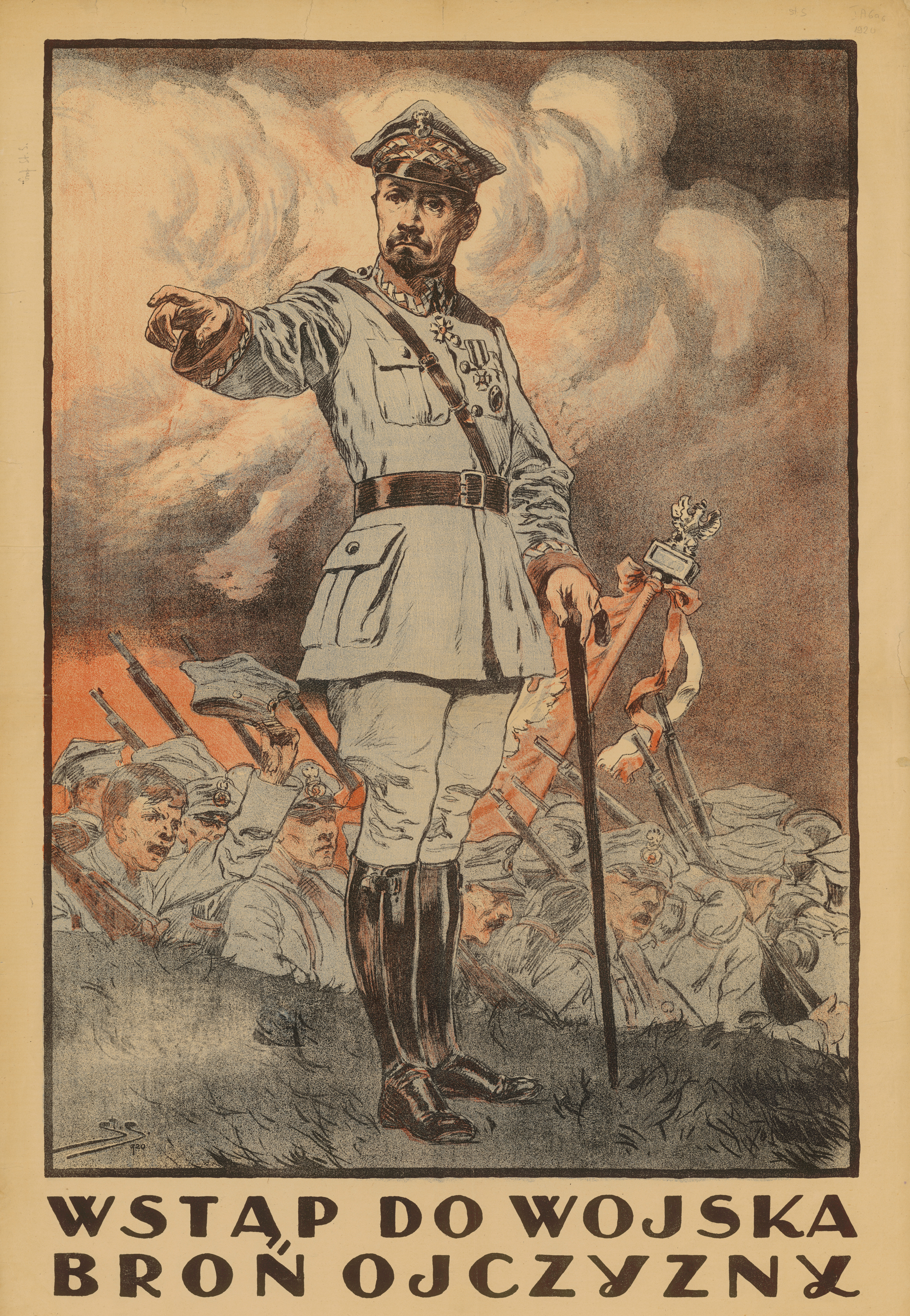
Wizerunek gen. Józefa Hallera na jednym z plakatów propagandowych z okresu wojny polsko-bolszewickiej.

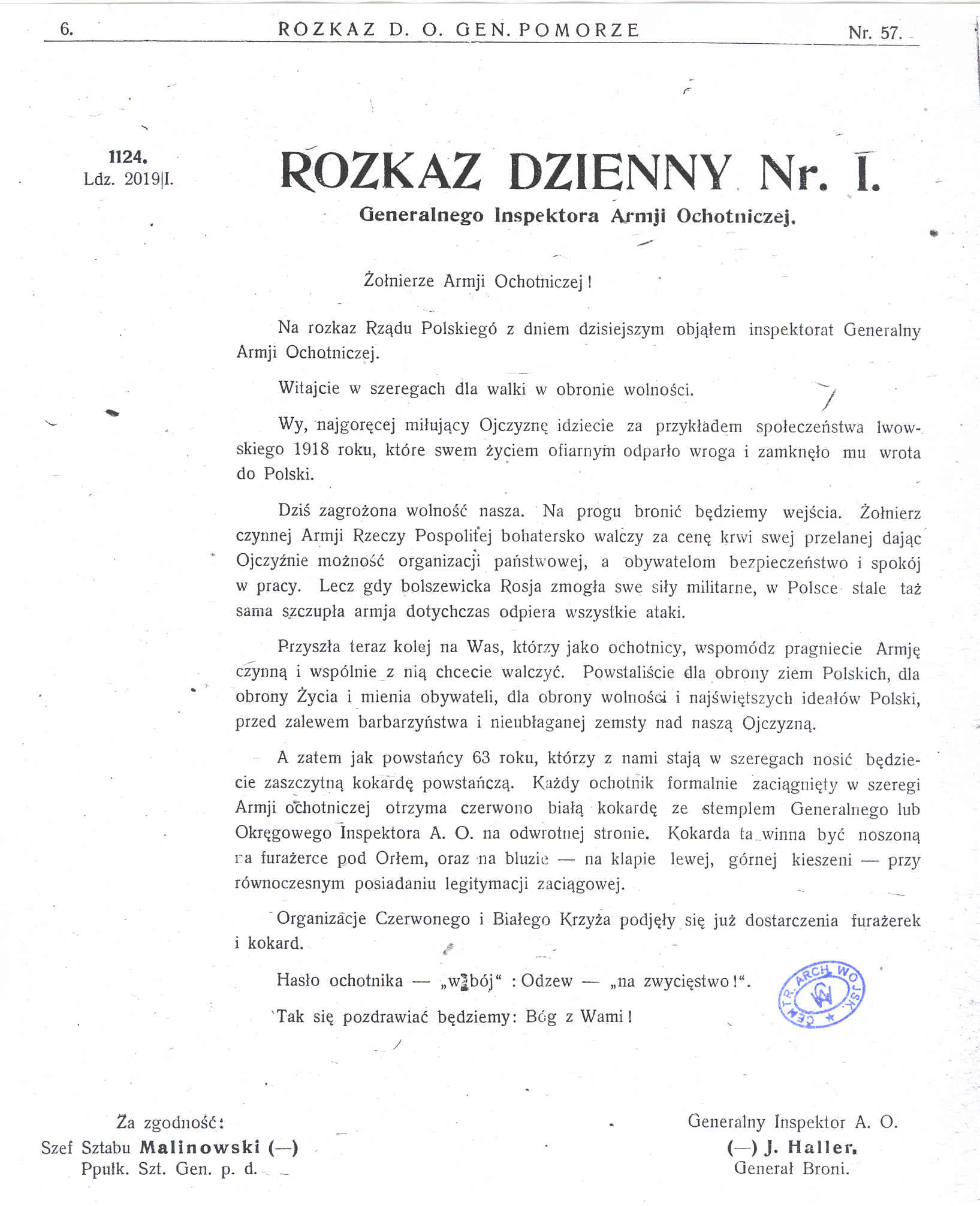
Rozkaz dzienny wydany po wyznaczeniu na stanowisko

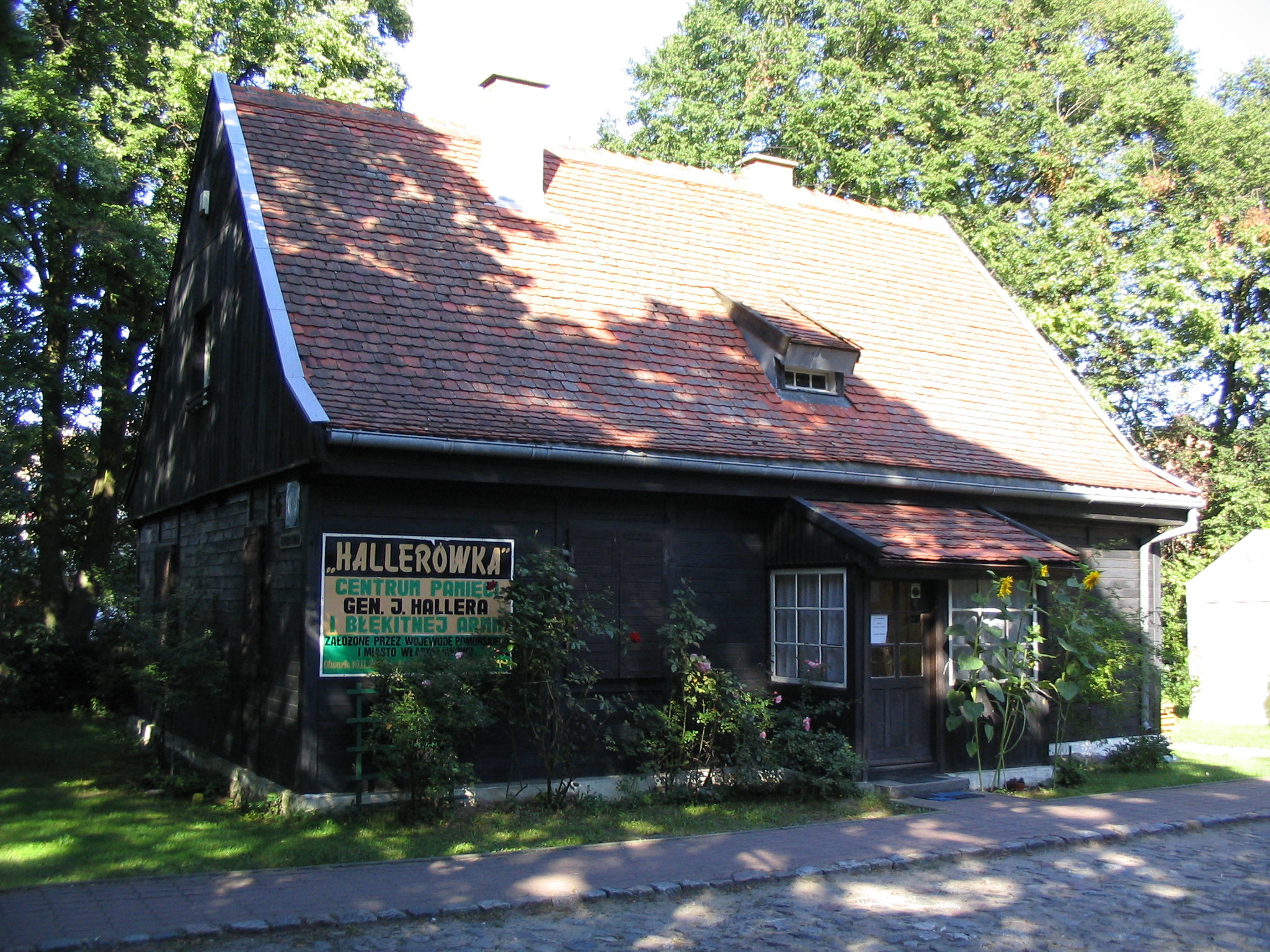
Dom gen. Józefa Hallera we Władysławowie

Został mianowany generałem broni ze starszeństwem z 1 czerwca 1919. W 1920 otrzymał funkcję Generalnego Inspektora Armii Ochotniczej, przy organizowaniu której położył duże zasługi. W czasie Bitwy Warszawskiej dowodził Frontem Północnym. Wchodził też w skład Rady Obrony Państwa (lipiec–sierpień 1920).

## Dwudziestolecie międzywojenne
Od października 1920 Haller pełnił funkcje administracyjne poza służbą liniową, m.in. Generalnego Inspektora Artylerii (1920–1926) i przewodniczącego Najwyższej Wojskowej Komisji Opiniującej. Był członkiem Rady Wojennej, przewodniczył Związkowi Hallerczyków, a od 3 lipca 1920 do 4 lutego 1923 przewodniczył Związkowi Harcerstwa Polskiego. Również od 27 sierpnia 1920 do 31 lipca 1926 był aktywnym działaczem i Prezesem Głównego Komitetu Polskiego Czerwonego Krzyża PCK. W 1921 r. powołał do życia Koła Młodzieży PCK, co dało podwaliny aktualnemu Ruchowi Młodzieżowemu PCK. W latach 1922–1923 był posłem na Sejm z listy Chrześcijańskiego Związku Jedności Narodowej. Z dniem 28 listopada 1922 został przeniesiony w stan nieczynny na czas kadencji sejmowej. 5 października 1923 złożył mandat poselski.
Ze względu na swoje nacjonalistyczne poglądy był uważany za osobę współodpowiedzialną za szerzenie nastrojów antysemickich w Polsce, w tym m.in. za rozruchy antyżydowskie w Częstochowie w 1919 roku, w których wzięli udział żołnierze „Błękitnej Armii”, a także za wywołanie atmosfery nagonki na prezydenta Gabriela Narutowicza, jako wybranego „żydowskimi” głosami. Przystąpił do założonej po zabójstwie Narutowicza tajnej organizacji faszystowskiej Zakon Rycerzy Prawa, której celem było przeprowadzenie przewrotu na wzór włoski. Gen. Haller potępił przewrót majowy Józefa Piłsudskiego, w wyniku czego 31 lipca 1926 został przeniesiony w stan spoczynku. W latach 30. był emerytowanym generałem dywizji.
W latach 20. wraz z żoną Aleksandrą i synem Erykiem osiedlił się na Pomorzu, w majątku Gorzuchowo koło Chełmna. Dzięki staraniom generała rozpoczęto wówczas budowę tzw. hallerówki – szosy z Chełmży do Grudziądza przez Gorzuchowo. W 1933 odbył podróż do Stanów Zjednoczonych z misją udzielenia pomocy weteranom i inwalidom „Błękitnej Armii”.
W latach 1936–1939 był jednym z organizatorów i przywódców opozycyjnego wobec sanacji Frontu Morges. 10 października 1937 na Kongresie Konstytucyjnym Stronnictwa Pracy został wybrany na stanowisko prezesa Rady Naczelnej SP.

## Protektor Korporacji Akademickiej
Gen. Haller utrzymywał kontakty z młodzieżą akademicką. W uznaniu zasług dla narodu polskiego, a w szczególności dla polskiego Pomorza, w 1921 otrzymał tytuł filistra honoris causa i protektora Korporacji Studentów Uniwersytetu Poznańskiego Baltia, m.in. wraz z prof. Janem Kasprowiczem, prof. Edwardem Taylorem (kuratorem Baltii z ramienia Uniwersytetu Poznańskiego), ks. dr. Józefem Prądzyńskim (duszpasterzem korporacji). Patronem i pierwszym filistrem korporacji został Roman Dmowski.
Józef Haller był pierwszym i wieloletnim prezesem Koła Filistrów Baltii, protektorem i współorganizatorem dorocznego, reprezentacyjnego Balu Korporacji Studentów Uniwersytetu Poznańskiego Baltia na Dworze Artusa w Toruniu, ofiarodawcą skraju ziemi pomorskiej w Hallerowie, gdzie odbywały się letnie obozy Korporacji Akademickiej Baltia. Często przychodził również z synem Erykiem (korporantem z monarchistycznej Korporacji Akademickiej Corona) na komersy i inne uroczystości Baltii. W 1923 otrzymał Honorowe Obywatelstwo Ostrzeszowa.

## II wojna światowa

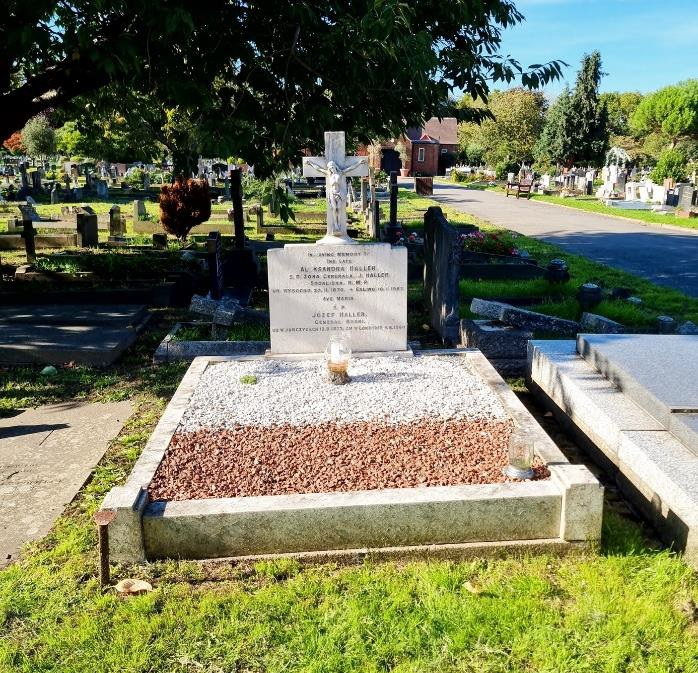
Symboliczny grób Józefa Hallera na cmentarzu Gunnersbury

Po wybuchu II wojny światowej przedostał się przez Rumunię do Francji. Oddał się do dyspozycji tworzącego się rządu gen. Władysława Sikorskiego i przewodniczył Międzyministerialnej Komisji Rejestracyjnej. W pierwszych dniach listopada 1939 wszedł w skład rządu jako minister bez teki. Na przełomie lat 1939–1940 odbył kolejną podróż do Ameryki, tym razem aby zachęcić Polonię do wstępowania do tworzącego się we Francji Wojska Polskiego.
Po upadku Francji przedostał się przez Hiszpanię i Portugalię do Wielkiej Brytanii. Tam w latach 1940–1943 pełnił funkcję Ministra Oświaty w Polskim Rządzie na Uchodźstwie.

## Lata powojenne
Po zakończeniu wojny Józef Haller zdecydował się pozostać na emigracji i osiedlił się na stałe w Wielkiej Brytanii. Okazjonalnie występował na falach Rozgłośni Polskiej Radia Wolna Europa. Zmarł w Londynie 4 czerwca 1960 w wieku 86 lat. Został pochowany na cmentarzu Gunnersbury (sq. DA gr. 21/22).
Dzięki inicjatywie polskich harcerzy z 58 TDHP „Biali” jego prochy wróciły 23 kwietnia 1993 do Polski i 15 maja spoczęły w krypcie w kościele garnizonowym św. Agnieszki w Krakowie.

## Awanse
- kapitan – 1909
- kapitan piechoty – 18 października 1914
- major – 25 października 1914
- podpułkownik – 20 listopada 1914
- pułkownik – 14 marca 1915 i 2. lokatą na liście starszeństwa oficerów piechoty Legionów Polskich z 12 kwietnia 1917
- generał brygady – 7 kwietnia 1918
- generał dywizji – 29 listopada 1918
- generał broni – 21 kwietnia 1920 zatwierdzony z dniem 1 kwietnia 1920 i 1. lokatą w korpusie generałów, 3 maja 1922 zweryfikowany ze starszeństwem z dniem 1 czerwca 1919 i 1. lokatą w korpusie generałów

## Ordery i odznaczenia
polskie
- Order Orła Białego (11 lipca 1921)[59]
- Krzyż Srebrny Orderu Wojskowego Virtuti Militari nr II (1 stycznia 1920)[60][61]
- Krzyż Komandorski Orderu Odrodzenia Polski (1922)[62]
- Krzyż Walecznych – czterokrotnie (1921)[63][64]
- Odznaka Ofiarnych O.K.O.P. (1921)[65]
- Odznaka Pamiątkowa „Krzyż Kaniowski”
- Odznaka Orła Harcerskiego ZHP
- Medal pamiątkowy byłej Armii gen. Hallera

zagraniczne
- Order Korony Żelaznej III Klasy – Austro-Węgry (1914, odesłany cesarzowi 14 lutego 1918)[66]
- Krzyż Kawalerski Orderu Leopolda – Austro-Węgry[67]
- Brązowy Medal Zasługi Wojskowej (przed 1909[33], odesłany cesarzowi 14 lutego 1918[66])
- Krzyż Zasługi Wojskowej z Mieczami – Austro-Węgry[67]
- Krzyż Wojskowy Karola[67]
- Brązowy Medal Jubileuszowy Pamiątkowy dla Sił Zbrojnych i Żandarmerii (przed 1900)[22][68]
- Krzyż Jubileuszowy Wojskowy (przed 1909)[33]
- pruski Krzyż Żelazny 2. klasy – 12 maja 1917[69] (odesłany cesarzowi 14 lutego 1918[66])
- Krzyż Wolności I klasy – Estonia
- Krzyż Wolności II klasy – Estonia[70]
- Order Legii Honorowej II klasy – Francja (1922)[70].
- Krzyż Wojenny – Francja – (1922)[70]
- Medal Wielkiej Wojny – Francja
- Medal Zwycięstwa – Francja (1921)[71][70]
- Order Korony II klasy – (Włochy)[70]
- Order św. Sawy I klasy – Jugosławia (1926)[70]
- Order Lwa Białego III klasy – Czechosłowacja[67]
- Wielki Krzyż Orderu Korony (Belgia)[67]
- Krzyż Komandorski Orderu św. Michała i św. Jerzego (Wielka Brytania)[67]
- Order La Fayette’a – Stany Zjednoczone
- Order Wojskowy Wojny Światowej – Stany Zjednoczone
- Medal Zjednoczenia Wojska i Marynarki – Stany Zjednoczone
- Medal Stowarzyszenia Weteranów 28 Dywizji Piechoty – Stany Zjednoczone
- Odznaka Honorowa Krzyż Legii Honorowej Sokolstwa Polskiego w USA

## Upamiętnienie
Jeszcze za życia Józef Haller został patronem polskiego pociągu pancernego „Hallerczyk” i okrętu wojennego – kanonierki „Generał Haller”. Jest patronem 12 Brygady Zmechanizowanej w Szczecinie. Jego imieniem nazwano m.in. park w Dąbrowie Górniczej, place i ulice w licznych miastach Polski, szkoły, osiedla (w Gorlicach, Stargardzie, Kwidzynie i Świeciu), a także drużyny harcerskie.
Tradycje hallerowskie kontynuuje Stowarzyszenie Rekonstrukcji Historycznej 51 pułku piechoty Strzelców Kresowych z Iłży (www.strzelcy-kresowi.pl) mające w swym składzie sekcję piechoty Błękitnej Armii wspartą RKM chauchat wz. 1915 zdjęcie.
Uchwałą z 4 listopada 2016 Senat RP zdecydował o ustanowieniu roku 2017 Rokiem Józefa Hallera.
8 listopada 2016 Narodowy Bank Polski wyemitował dwie poświęcone mu monety kolekcjonerskie z serii Stulecie odzyskania przez Polskę niepodległości – srebrną dziesięciozłotową oraz złotą o nominale 100 złotych, obie bite stemplem lustrzanym.
7 maja 2019 popiersie Józefa Hallera odsłonięto w warszawskim kościele Najświętszego Zbawiciela w Warszawie.
22 września 2023 w Kartuzach odbyło się uroczyste odsłonięcie pomnika gen. Józefa Hallera.
11 października 2023 odbyło się uroczyste odsłonięcie pomnika gen. Hallera przed Zespołem Szkół w Kąkolewie.
12 października 2023 roku Morski Oddział Straży Granicznej rozpoczął eksploatację patrolowca Generał Józef Haller (SG-301).

### Znaczki pocztowe
Wizerunek Hallera znajduje się na wydanym w 2017 r. przez Pocztę Polską w nakładzie 100 tys. sztuk znaczku pocztowym o nominale 2,60 zł upamiętniającym setną rocznicę utworzenia Błękitnej Armii.
11 listopada 2019 r. Poczta Polska wydała w nakładzie 125 tys. sztuk należący do serii „Pierwsze dni niepodległości” i zaprojektowany przez Andrzeja Gosika znaczek pocztowy o nominale 3,30 zł upamiętniający Józefa Hallera.
W 2023 r. Poczta Polska wyemitowała w nakładzie 2 milionów sztuk upamiętniający Hallera znaczek pocztowy o nominale 60 gr.

Pomniki Józefa Hallera
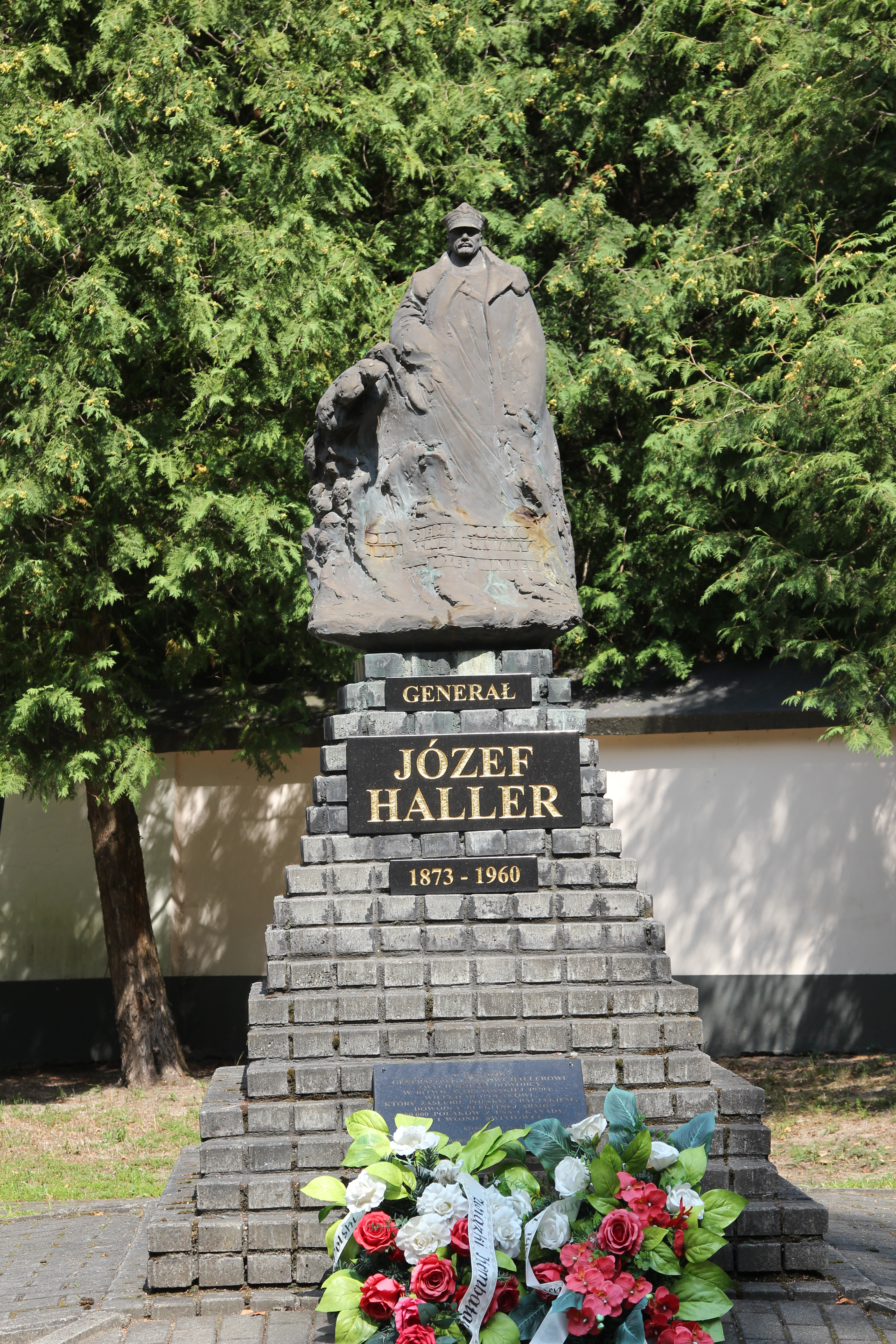
Pomnik w Ossowie
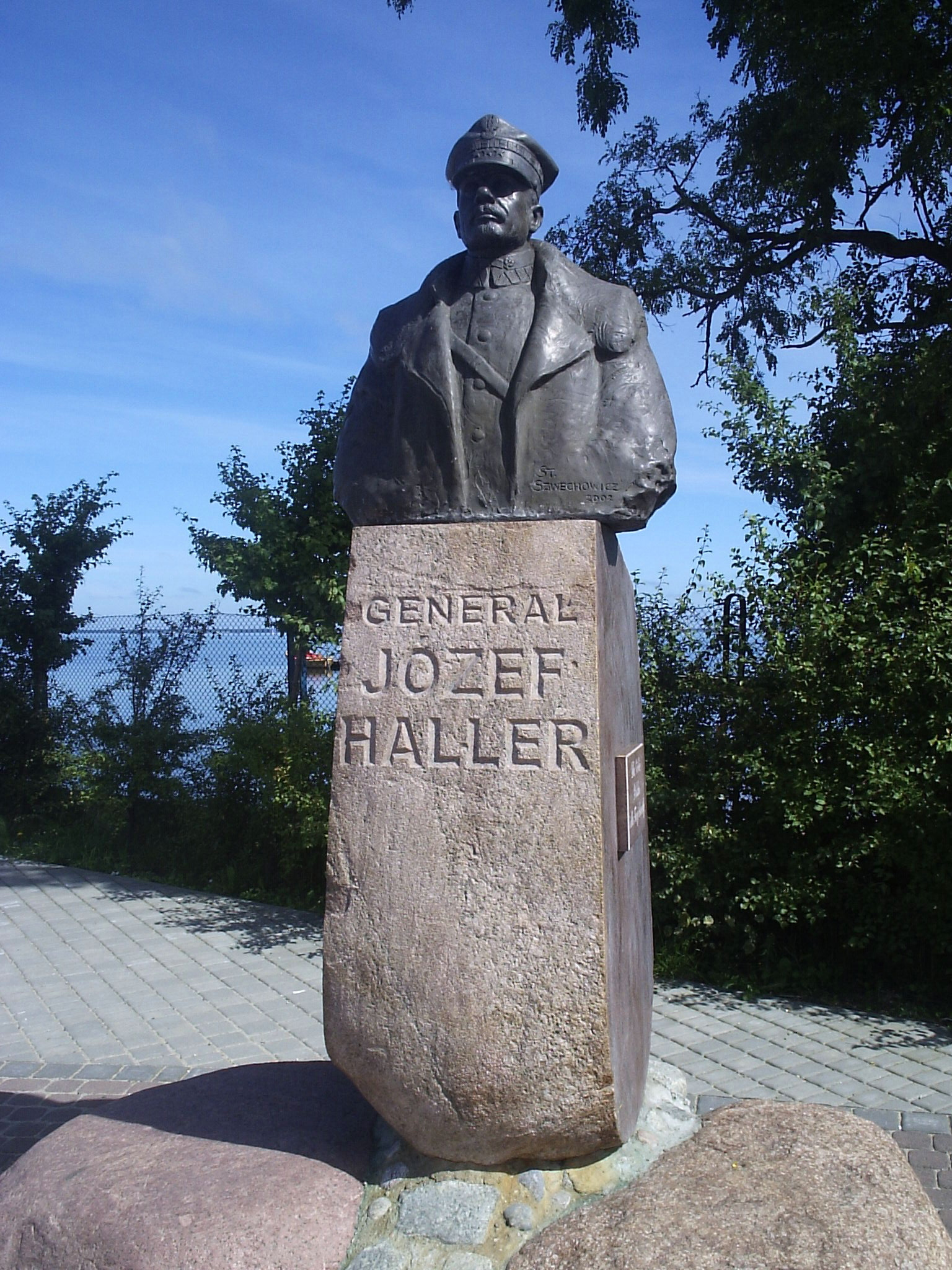
Pomnik w Pucku
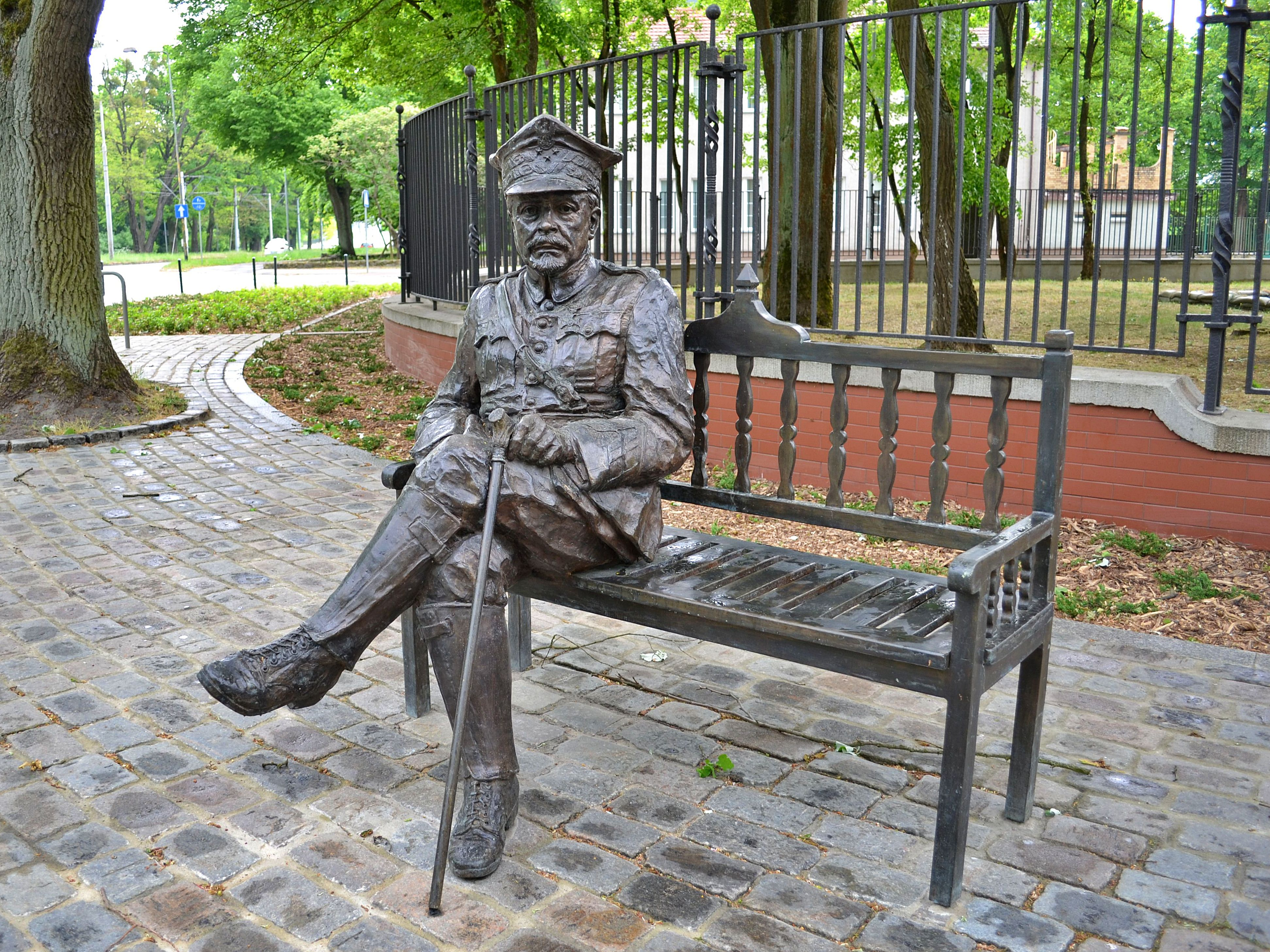
Pomnik w Szczecinie
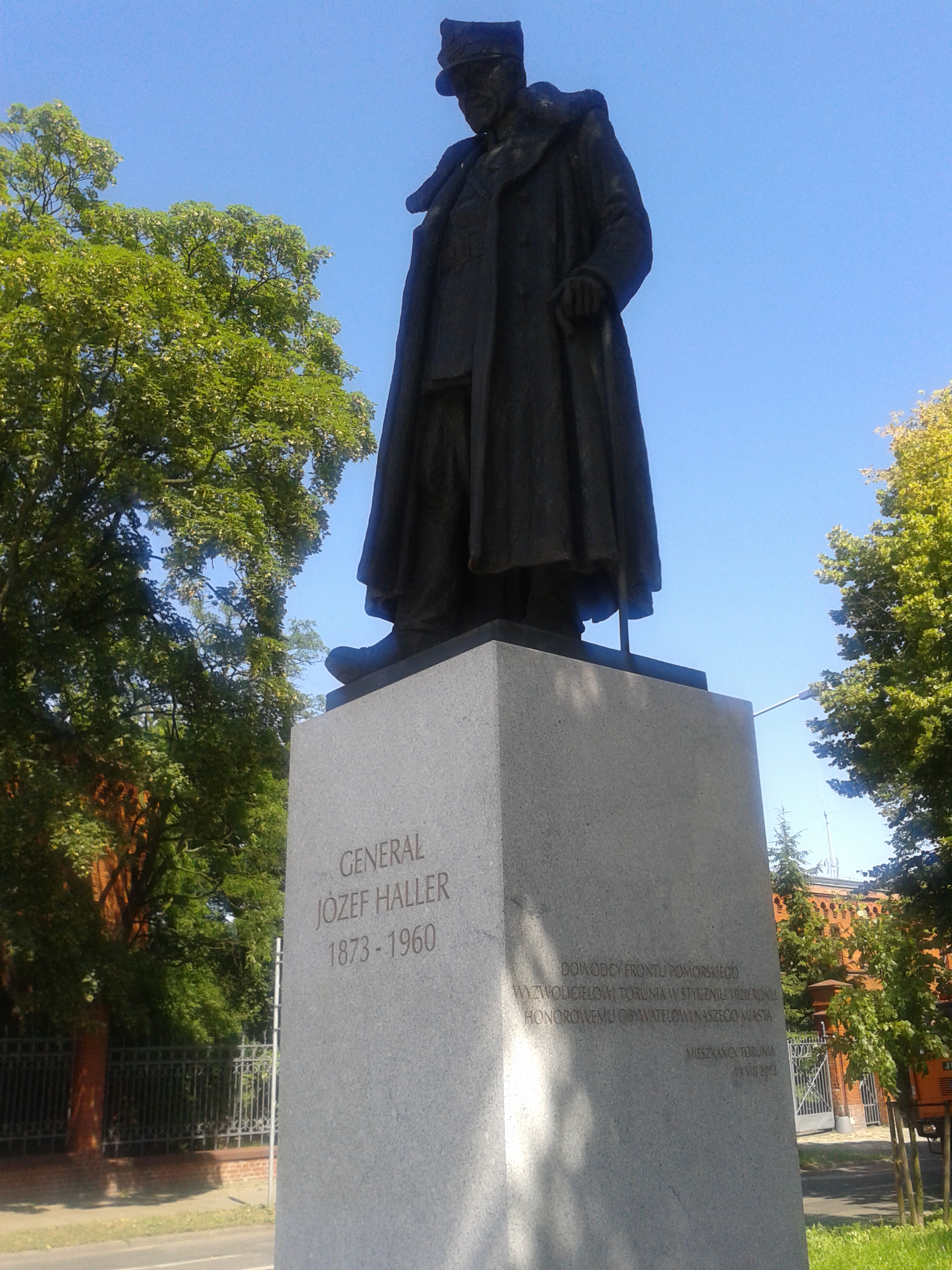
Pomnik w Toruniu
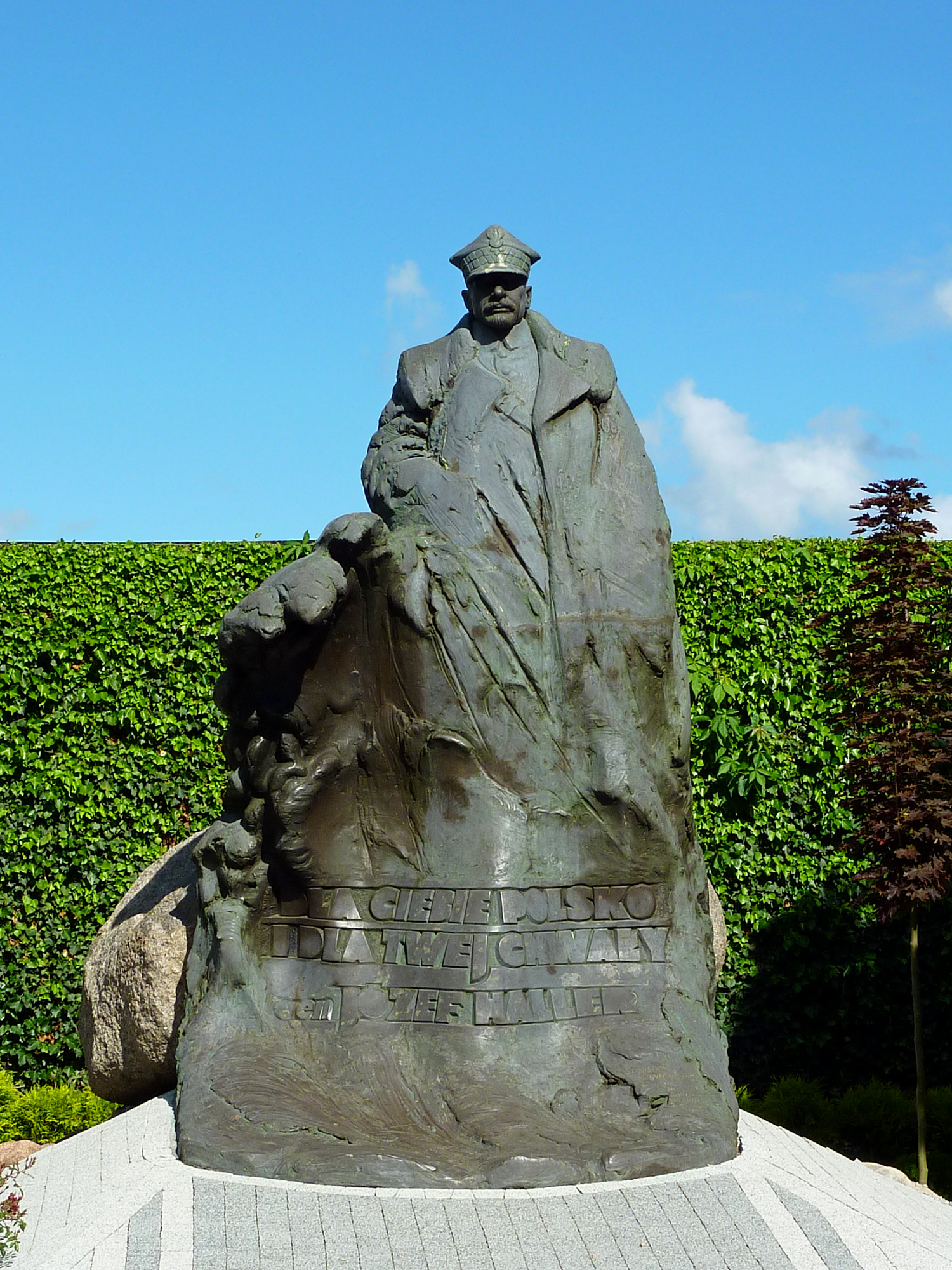
Pomnik we Władysławowie
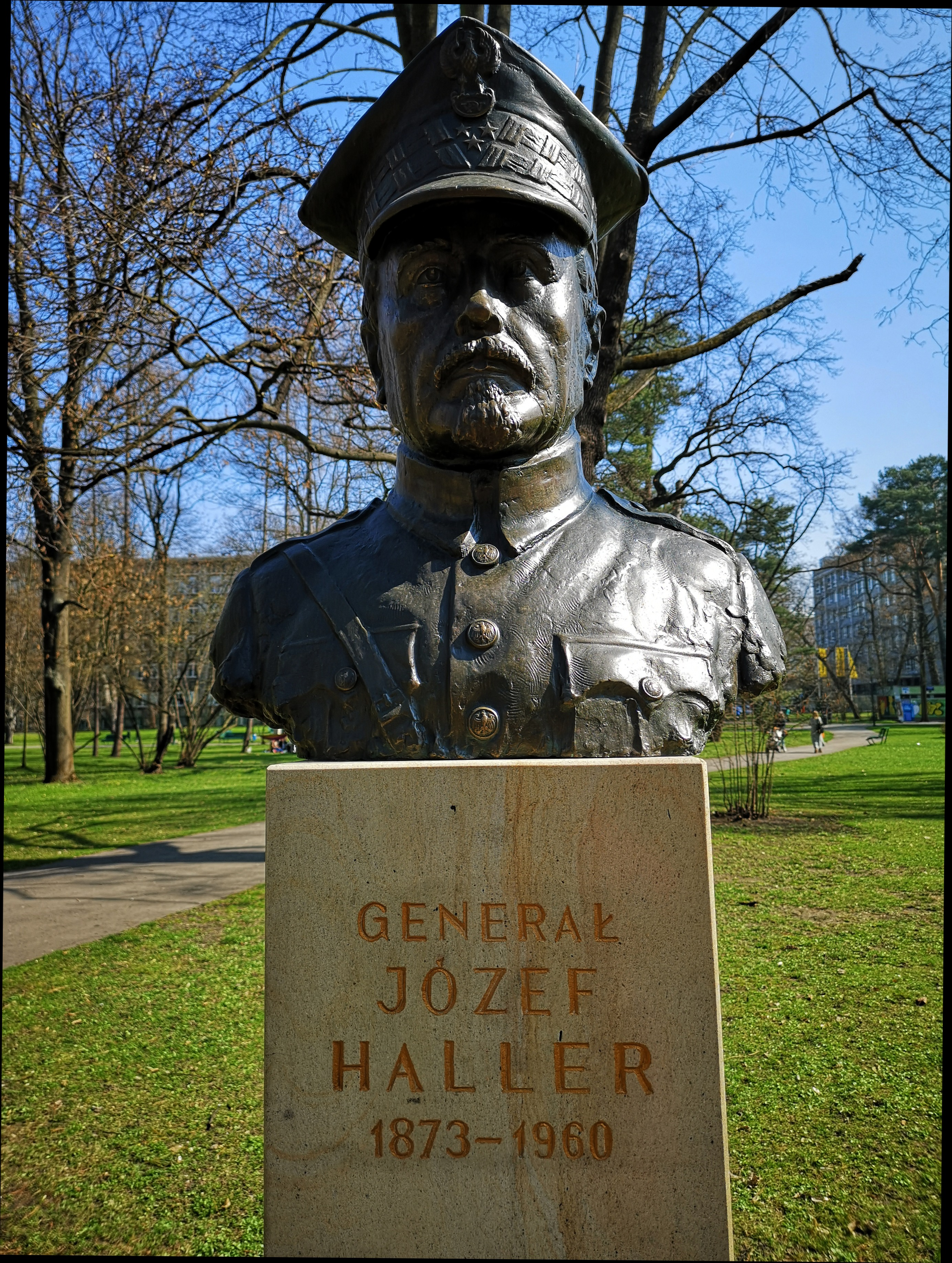
Pomnik Józefa Hallera w Parku Jordana w Krakowie
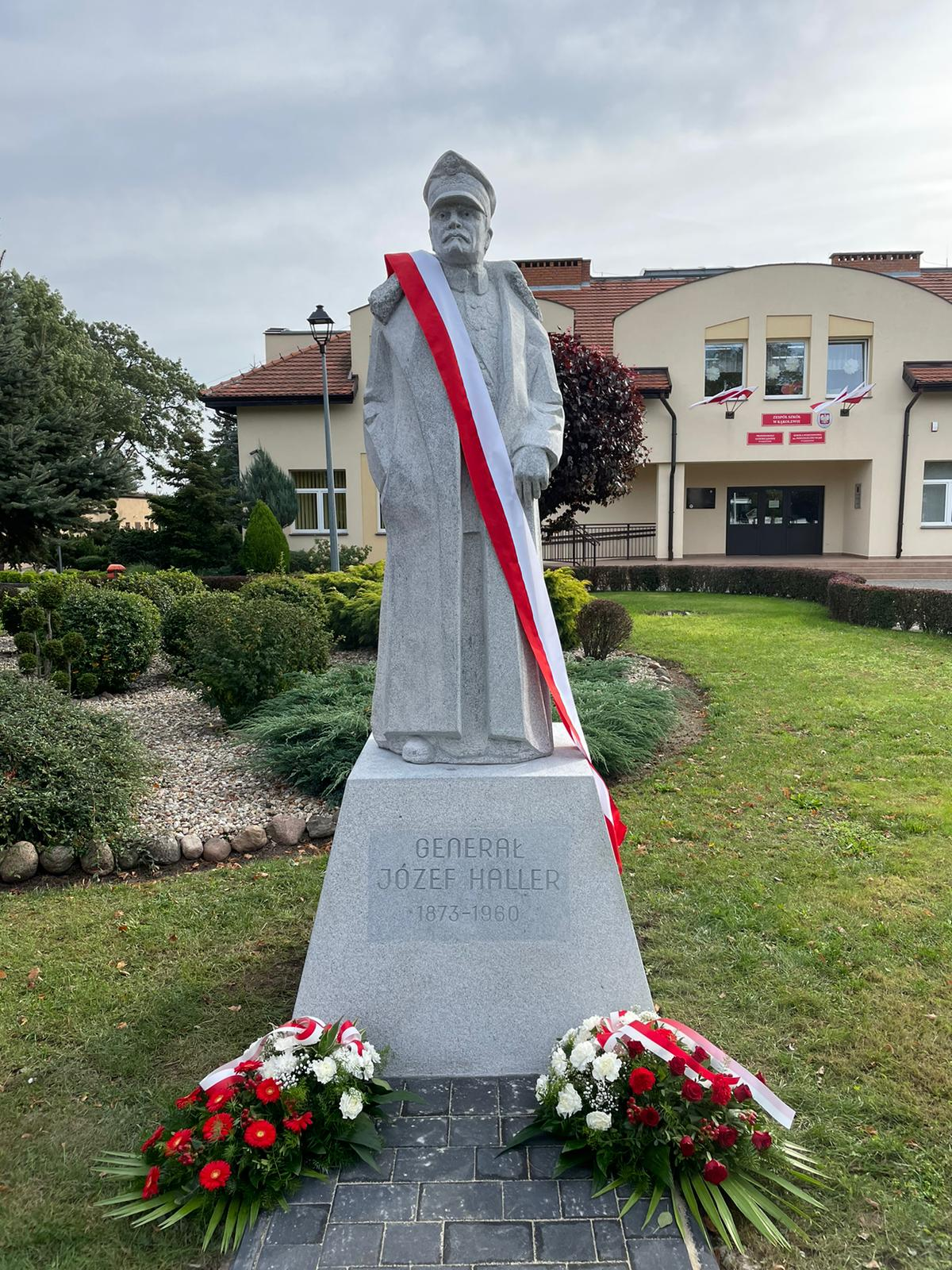
Pomnik w Kąkolewie

## Józef Haller w filmie i serialu
- W filmie Śmierć prezydenta (1977) w reż. Jerzego Kawalerowicza w jego rolę wcielił się Edmund Fetting[82].
- W serialu Sława i chwała (1997) w reż. Kazimierza Kutza zagrał go Henryk Sobiechart[83].
- W filmie 1920 Bitwa warszawska (2011) w reż. Jerzego Hoffmana w rolę generała Hallera wcielił się Jacek Poniedziałek[84].